# 61342 Lovejoy
61342 Lovejoy este un asteroid din centura principală de asteroizi.

## Descriere
61342 Lovejoy este un asteroid din centura principală de asteroizi. A fost descoperit pe 3 august 2000 la Loomberah de Gordon J. Garradd. Asteroidul prezintă o orbită caracterizată de o semiaxă mare de 2,38 ua, o excentricitate de 0,21 și o înclinație de 3,2° în raport cu ecliptica.